# Ryszard Machowczyk
Ryszard Machowczyk (ur. 9 października 1951 w Zielonej Górze, zm. 16 kwietnia 2011) – polski niepełnosprawny pływak, jedenastokrotny medalista paraolimpijski.

## Życiorys
W wyniku przejścia choroby Heinego-Medina doznał porażenia nogi. Zawodnik klubu Start Kalisz (jego trenerami byli m.in. Marek Sroczyński i Jerzy Szmyt). 
Trzykrotnie brał udział w igrzyskach paraolimpijskich (startował w kategorii numer 5). Na igrzyskach w 1972 roku zwyciężył w sztafecie 3 × 100 m stylem zmiennym 5–6, indywidualnym wyścigu 3 × 50 m stylem zmiennym i na 100 m stylem grzbietowym. Zdobył także srebrny medal na dystansie 100 m stylem klasycznym. Podczas zawodów w Toronto trzykrotnie stał na podium – wywalczył złote medale w indywidualnym wyścigu 3 × 50 m stylem zmiennym i sztafecie 3 × 100 m stylem zmiennym open, oraz brązowy medal na dystansie 100 m stylem klasycznym. Na swoich ostatnich igrzyskach paraolimpijskich, rozgrywanych w 1980 roku w Arnhem, ponownie zdobył cztery medale – wszystkie w konkurencjach indywidualnych. Wygrał indywidualny wyścig 4 × 50 m stylem zmiennym oraz 100 m stylem grzbietowym, a srebrne medale osiągnął na dystansie 100 m stylem klasycznym i 50 m stylem motylkowym.
Podczas mistrzostw świata w 1978 roku ustanowił rekord świata na dystansie 200 m stylem zmiennym, który w chwili śmierci Machowczyka był nadal rekordem Polski.